# O 5.º Poder
O 5º Poder é um longa-metragem brasileiro de 1962 dirigido pelo diretor italiano Alberto Pieralisi e roteirizado e produzido pelo espanhol Carlos Pedregal. É considerado uma raridade do cinema brasileiro, visto que ficou fora de circulação da década de 1960 até o ano de 2006.

## Sinopse
Agentes estrangeiros de uma nação não identificada instalam clandestinamente em antenas de rádio e TV no Rio de Janeiro aparelhos que emitem ondas subliminares que alteram a percepção da população. Eles visam transformar o povo numa massa agressiva e imbecilizada, levando o país a um caos, permitindo tomar o governo para usurpar as riquezas naturais do Brasil. Um jornalista, Carlos, acompanhado da química Laura Leal, começa a investigar uma série de fatos e descobre os responsáveis pelos distúrbios.

## Produção
O 5° Poder foi escrito e produzido pelo espanhol Carlos Pedregal, que acabou realizando apenas essa obra pela sua companhia, a Pedregal Filmes. Dirigido pelo diretor italiano Alberto Pieralisi, teve como diretor de fotografia o turco Özen Sermet e editor Ismar Porto. A produção seguia a mesma filosofia da Companhia Cinematográfica Vera Cruz, que utilizava estrangeiros na equipe técnica visando um acabamento de nível internacional.

## Redescoberta
O filme ficou fora de circulação durante 40 anos. Seus negativos foram destruídos, e a única cópia restante era a que foi exibida no mercado em Berlim, em 1963, um ano antes de Pedregal exilar-se devido ao golpe de 1964. Voltou a ser reexibido no Festival de Brasília de 2006.

## Prêmios
- Prêmio Saci: Melhor Edição para Ismar Porto
- Prêmio Governador do Estado de São Paulo: Melhor Roteiro, para Carlos Pedregal[carece de fontes?]

## Elenco
- Oswaldo Loureiro.... Carlos
- Eva Wilma.... Laura Leal
- Augusto César Vannucci
- Sebastião Vasconcelos.... Milton
- Renato Coutinho
- Nildo Parente
- Roberto Maya
- Fábio Sabag
- Ademar Gonzaga
- Joana Fomm (não creditado)[4]